# Novophilaenus
Novophilaenus is een geslacht van halfvleugeligen uit de familie Aphrophoridae. De wetenschappelijke naam van dit geslacht is voor het eerst geldig gepubliceerd in 1936 door Lallemand.

## Soorten
Het geslacht Novophilaenus omvat de volgende soorten:
- Novophilaenus calatus (Lallemand, 1924)
- Novophilaenus novaecaledoniae (Lallemand, 1924)